# إنكار مقبول
الإنكار المقبول هو قدرة الأفراد، عادة كبار المسؤولين في سلسلة قيادية رسمية أو غير رسمية، على إنكار المعرفة أو المسؤولية عن الإجراءات التي يرتكبها أعضاء التسلسل الهرمي التنظيمي أو من ينوب عنهم. قد يفعلون ذلك بسبب نقص أو عدم وجود أدلة يمكن أن تؤكد مشاركتهم، حتى لو كانوا متورطين شخصيًا أو على الأقل جاهلين عمدَا للأفعال. إذا أصبحت الأنشطة غير القانونية أو سيئة السمعة وغير الشعبية علنية، فقد ينكر المسؤولون رفيعو المستوى أي معرفة بمثل هذه الأعمال لعزل أنفسهم وإلقاء اللوم على الوكلاء الذين نفذوا الأعمال، لأنهم واثقون من أن المشككين لن يتمكنوا من إثبات خلاف ذلك. إن عدم وجود دليل على عكس ذلك يجعل الإنكار مقبولًا (موثوقًا به)، لكنه في بعض الأحيان يجعل أي اتهامات غير قابلة للتنفيذ فقط.
يشير المصطلح عادةً إلى التفكير المسبق، مثل وضع الشروط عن قصد للتجنب المعقول للمسؤولية عن الإجراءات أو المعرفة المستقبلية للفرد. في بعض المنظمات، توجد مبادئ قانونية مثل مسؤولية القيادة لتحميل الأطراف الرئيسية المسؤولية عن تصرفات المرؤوسين الذين يشاركون في الأعمال وإلغاء أي حماية قانونية قد يحملها إنكارهم للمشاركة.
في السياسة والتجسس، يشير الإنكار إلى قدرة لاعب قوي أو وكالة استخبارات على تمرير المسؤولية وتجنب رد الفعل الانعكاسي من خلال الترتيب سرًا لاتخاذ إجراء نيابة عنه/عنها من قبل طرف ثالث غير مرتبط ظاهريًا باللاعب الرئيسي. في الحملات السياسية، يُمكن الإنكار المقبول المرشحين من البقاء نظيفين وشجب إعلانات الطرف الثالث التي تستخدم مناهج غير أخلاقية أو تلميحات تشهيرية محتملة.
على الرغم من وجود إنكار مقبول عبر التاريخ، فوكالة المخابرات المركزية صاغته في أوائل الستينيات من القرن العشرين لوصف حجب المعلومات عن كبار المسؤولين لحمايتهم من التداعيات إذا أصبحت الأنشطة غير القانونية أو غير الشعبية معروفة للجمهور.

## موجز
يمكن القول إن المفهوم الرئيسي للإنكار المقبول هو المعقولية. من السهل نسبيًا على مسؤول حكومي إصدار رفض شامل لفعل ما، ومن الممكن إتلاف الأدلة أو التستر عليها بعد وقوعها، والتي قد تكون كافية لتجنب الملاحقة الجنائية، على سبيل المثال. ومع ذلك، قد لا يصدق الجمهور الإنكار، خاصة إذا كان هناك دليل ظرفي قوي أو إذا اعتقِد أن الإجراء غير مرجح لدرجة أن التفسير المنطقي الوحيد هو أن الإنكار كاذب.
المفهوم أكثر أهمية في التجسس. قد تأتي المعلومات الاستخباراتية من مصادر عديدة، بما في ذلك المصادر البشرية. قد يؤدي كشف المعلومات المعروفة لدى عدد قليل فقط من الأشخاص إلى تورط بعض الأشخاص مباشرة في الكشف. مثال على ذلك: إذا كان المسؤول يسافر سرًا، ومساعد واحد فقط يعرف خطط السفر المحددة. إذا اغتيل هذا المسؤول أثناء سفره، وأشارت ظروف الاغتيال بقوة إلى أن القاتل لديه معرفة مسبقة بخطط سفر المسؤول، فإن الاستنتاج المحتمل هو خيانة مساعده. قد لا يكون هناك دليل مباشر يربط المساعد بالقاتل، ولكن يمكن الاستدلال على التعاون من الحقائق وحدها، مما يجعل إنكار المساعد غير قابل للتصديق.

## نبذة تاريخية
تعود جذور المصطلح إلى ورقة مجلس الأمن القومي رقم 10/2 الصادرة عن الرئيس الأمريكي هاري ترومان بتاريخ 18 يونيو 1948، والتي عرَّفت «العمليات السرية» بأنها «جميع الأنشطة (باستثناء ما هو مذكور هنا) التي تجريها هذه الحكومة أو ترعاها ضد دول أو مجموعات أجنبية معادية أو لدعم دول أو مجموعات أجنبية صديقة وتُخطط وتُنفذ بحيث لا تكون مسؤولية الحكومة الأمريكية عنها واضحة أمام الأشخاص غير المصرح لهم وأنه إذا كُشف عنها، يمكن لحكومة الولايات المتحدة أن تتنصل بشكل معقول من أي مسؤولية عنها». خلال إدارة أيزنهاور، دُمجت ورقة مجلس الأمن القومي رقم 10/2 في ورقة مجلس الأمن القومي رقم 5412/2 «العمليات السرية» الأكثر تحديدًا. رُفعت السرية عن الورقة رقم 5412 في عام 1977 وهي موجودة في الأرشيف الوطني. أول من استخدم عبارة «الإنكار المقبول» علنًا ألن دالس، مدير وكالة المخابرات المركزية. من ناحية أخرى، الفكرة قديمة كثيرًا. مثال: في القرن التاسع عشر، وصف تشارلز بابيج أهمية وجود «عدد قليل من الرجال الشرفاء» في اللجنة، فعندما يظهر سؤال حساس خاص يمكن لأحدهم «أن يعلن حقًا، إذا لزم الأمر، أنه لم يحضر أبدًا أي اجتماع جرى فيه اقتراح مسار مشكوك بأمره»، كونهم يستبعدون من المداولات مؤقتًا.

### لجنة الكنيسة
أجرت لجنة مجلس الشيوخ الأمريكي، لجنة الكنيسة، في 1974-1975 تحقيقًا مع وكالات المخابرات. في سياق التحقيق، كشفت أن وكالة المخابرات المركزية، بالعودة إلى إدارة كينيدي، خططت لاغتيال عدد من القادة الأجانب، من بينهم الكوبي فيدل كاسترو، الرئيس نفسه، الذي أيد بوضوح مثل هذه الأعمال، لم يشارك بصورة مباشرة حتى يتمكن من إنكار المعرفة بها. أعطي ذلك مصطلح «إنكار مقبول».
كان عدم إسناد العمليات السرية إلى الولايات المتحدة هو الهدف الأصلي والرئيسي لما يسمى بمبدأ «الإنكار المقبول». تُظهر الأدلة المعروضة على اللجنة بوضوح أن هذا المفهوم، المصمم لحماية الولايات المتحدة وعملائها من عواقب الإفصاح، توسع لإخفاء قرارات الرئيس وكبار موظفيه.
—لجنة الكنيسة
يتضمن الإنكار المقبول إنشاء هياكل للسلطة، وسلاسل قيادة فضفاضة وغير رسمية بما يكفي لرفضها إذا لزم الأمر. كانت الفكرة أن وكالة المخابرات المركزية والهيئات الأخرى في وقت لاحق يمكن أن تتلقى تعليمات مثيرة للجدل من قبل شخصيات قوية، بما في ذلك الرئيس نفسه، ولكن يمكن إنكار وجود هذه التعليمات ومصدرها الحقيقي إذا لزم الأمر، مثال: إذا حدث خطأ كارثي في إحدى العمليات فمن الضروري أن تتنصل الإدارة من مسؤوليتها.

### الحواجز التشريعية اللاحقة
سعى قانون هيوز-رايان لعام 1974 لوضع حد للإنكار المقبول من خلال اشتراط وجود نتيجة رئاسية لكل عملية لتكون مهمة للأمن القومي، وقانون مراقبة المخابرات لعام 1980 المطلوب لإخطار الكونغرس بجميع العمليات السرية. ومع ذلك، فإن كلا القانونين مليئان بالمصطلحات الغامضة بما فيه الكفاية ومنافذ الهروب للسماح للسلطة التنفيذية بإحباط نوايا واضعيها، وهو ما يتضح من قضية إيران كونترا. في الواقع، أعضاء الكونغرس في مأزق لأنهم عند إبلاغهم، ليسوا في وضع يسمح لهم بوقف الإجراء، ما لم يسربوا وجوده وبالتالي يمنعون خيار السرية.

### تقارير وسائل الاعلام
أقرت (لجنة الكنيسة) بأنه لمنح الولايات المتحدة «إنكارًا مقبولًا» في حالة اكتشاف المؤامرات المناهضة لكاسترو، ربما «حُجب» التفويض الرئاسي لاحقًا. أعلنت (لجنة الكنيسة) أنه بغض النظر عن مدى المعرفة، يجب أن يتحمل الرؤساء أيزنهاور، وكينيدي، وجونسون «المسؤولية النهائية» عن تصرفات مرؤوسيهم.
—جون إم كرودسون، نيويورك تايمز.
استخدم مسؤولو وكالة المخابرات المركزية اللغة الأيزوبية عمدًا في التحدث إلى الرئيس وآخرين خارج الوكالة. شهد (ريتشارد هيلمز) أنه لا يريد «إحراج رئيس» أو الجلوس حول طاولة رسمية للتحدث عن «القتل أو الاغتيال». وجد التقرير أن هذا «الإسهاب» أمر مستهجن، قائلُا: «إن عدم تسمية الأعمال القذرة باسمها الصحيح ربما زاد من خطر القيام بأعمال قذرة». أشارت اللجنة إلى أن نظام القيادة والسيطرة ربما كان غامضًا عن عمد، لإعطاء الرؤساء فرصة «لإنكار مقبول».